# Petru Iambor (delegat)
Petru Iambor (n. 1890, Nojorid, Județul Bihor, Regatul Ungariei – d. 1958, Nojorid, Județul Bihor, Republica Socialistă România) a fost un deputat în Marea Adunare Națională de la Alba Iulia, organismul legislativ reprezentativ al „tuturor românilor din Transilvania, Banat și Țara Ungurească”, cel care a adoptat hotărârea privind Unirea Transilvaniei cu România, la 1 decembrie 1918..

## Activitatea politică
Petru Iambor a fost deputat în Adunarea Națională din 1 decembrie 1918..

## Lectură suplimetară
- Daniela Comșa, Eugenia Glodariu, Maria M. Jude, Clujenii și Marea Unire, Muzeul Național Transilvania, Cluj-Napoca, 1998
- Florea Marin, Medicii și Marea Unire, Editura Tipomur, Târgu Mureș, 1993
- Silviu Borș, Alexiu Tatu, Bogdan Andriescu, (coord.), Participanți din localități sibiene la Marea Adunare Națională de la Alba Iulia din 1 decembrie 1918, Editura Armanis, Sibiu, 2015
- Gelu Neamțu, Mircea Vaida-Voevod, 1 decembrie 1918. Mărturii ale participanților, vol. I-II, Editura Academiei Române, București, 2005